# مجتمع الملكية
يتميز المجتمع عن مجموعة الأفراد المفككة بأنه نظام تنظيمي تكاملي يقوم بتحديد المواردد الفردية والخاصة والموارد العامة والشعبية على حد سواء، وينظم الأنشطة المطلوبة لاستمرارية المجتمع.
ومجتمع الملكية هو نوع خاص من أنواع المجتمعات يقوم فيه مالك واحد بتأجير الوحدات إلى مستأجرين متعددين.
في فن المجتمع، يعرف العالم في علم الإنسان سبينسر ماكالوم المجتمع كما يلي:
«المجتمع يشير إلى شغل فردين أو أكثر مساحة مقسمة إلى مناطق خاصة وعامة بموجب نظام للعلاقات يحدد ويخصص مسئولية أداء كل الأنشطة التي يمكن أن تكون مطلوبة لاستمرارية هذا المجتمع.» (ص.3)
«مجتمع الملكية يشير إلى مجتمع تتم إدارته من خلال شركة مملوكة ويتم تشكيل علاقات كل عضو فيه بشكل مباشر مع سلطات الملكية.» (ص.5)
وبالتالي، فإن مجتمعات الملكية تكون مميزة عن أنواع المجتمعات الأخرى، مثل المجتمعات الخاصة والمجتمعات التطوعية والمجتمعات المتعمدة من خلال حقيقة أن كل هذه الأنواع الأخيرة الواردة لا يتم تنظيمها بالضرورة على أسس تقوم على الملكية. على سبيل المثال، تعد البلديات السكانية ومجتمعات الأميش والكيبوتس الإسرائيلية تطوعية، ولكنها ليست قائمة على الملكية. والأهم من ذلك، تتميز مجتمعات الملكية كذلك عن المجتمعات الخاصة مثل جمعيات ملاك المنازل، والتي تعمل وفق مبادئ سياسية (التصويت الديمقراطي من خلال ملاك متعددين) وليست قائمة على مبادئ ملكية (والتي تتطلب وجود مالك واحد يقوم بتأجير الوحدات إلى مستأجرين متعددين). وتشتمل أمثلة مجتمعات الملكية على الفنادق والمراسي والمباني المكتبية والمجمعات الصناعية والمجمعات الترفيهية والمجموعات الأكبر والأكثر تعقيدًا من هذه الأنواع.
في كتاب فن المجتمع (The Art of Community) وكتب أخرى كتبها ماكالوم، يقول إن علاقات الملكية في مجتمع ما تحدد بشكل جوهري الهيكل المادي وديناميكيات المجتمع. وهو يقول إن مجتمعات التأجير المملوكة توفر نظامًا تحفيزيًا مثاليًا للمجتمعات من خلال استيعاب العوامل الخارجية وحل العديد من مشكلات التنسيق والتعاون التي تعاني منها المجتمعات المعاصرة.

## معلومات تاريخية
لقد تم تطوير أولى مجتمعات الملكية الحقيقية في القرن التاسع عشر في شكل طلائع الفنادق المعاصرة الموجهة لخدمة العميل. وقد شهد القرن العشرين انفجارًا حقيقيًا في أنواع مجتمعات الملكية وتنوعها ونطاقها المتزايد بصفة دائمة (على سبيل المثال، عالم ديزني والبندقية في لاس فيغاس ومدينة مصدر في الإمارات العربية المتحدة). ومع ذلك، وحتى هذه اللحظة، لا تتواجد هذه المجتمعات المملوكة إلا في إطار دولة قومية أكبر منها، وليس في شكل نطاقات اختصاص ذات سيادة ومستقلة معممة بشكل كامل. ومنذ الستينيات من القرن العشرين، كانت هناك العديد من المحاولات التي ترمي إلى عمل مجتمعات الملكية تلك ذات السيادة، إلا أن ذلك لم ينجح حتى الآن. ويقود معهد سيستيدينغ، الذي تم تأسيسه من خلال باتري فريدمان (حفيد الاقتصادي ميلتون فريدمان) والذي يموله مؤسس باي بال بيتر ثييل، مبادة جديدة لتطوير مجتمعات تجريبية جديدة.

## كتابات أخرى

### المقالات
- MacCallum، Spencer (1997). "The Quickening of Social Evolution" (PDF). Independent Review. ج. 2 ع. 2 (Fall 1997): 287–302. ISSN:1086-1653. مؤرشف من الأصل (PDF) في 2021-02-11. اطلع عليه بتاريخ 2009-08-25.
- MacCallum، Spencer (2003). "The Enterprise of Community" (PDF). Journal of Libertarian Studies. ج. 17 ع. 4 (Fall 2003) (Revised by the author 2007): 1–15. ISSN:1086-1653. مؤرشف من الأصل (PDF) في 2021-03-07. اطلع عليه بتاريخ 2009-08-25.

### الكتب
- MacCallum، Spencer (1970). The Art of Community. Institute for Humane Studies. ص. 3–5.
- Beito، David؛ Gordon، Peter؛ Tabarrok، Alexander، المحررون (2002). The Voluntary City. University of Michigan Press. ISBN:978-0-472-08837-9. Amazon page

### المؤتمرات
- Ludwig von Mises Institute
- The Property and Freedom Society
- Seasteading Institute

## وصلات خارجية
- Entrepreneurial Community links